# مؤسسه فناوری ایلینوی
مؤسسه فناوری ایلینوی یا ایلینوی تک (انگلیسی: Illinois Institute of Technology، به اختصار IIT)، یک دانشگاه خصوصی با ۵ پردیس دانشگاهی در شهر شیکاگو در ایالت ایلینوی ایالات متحده آمریکا است.

## رشته‌ها
این دانشگاه رشته‌های مهندسی، علوم، روانشناسی، معماری، بازرگانی، ارتباطات، فناوری صنعتی، فناوری اطلاعات، طراحی و حقوق دارد و عضو انجمن دانشگاه‌های مستقل فنی آمریکا است.

## پیشینه
انستیتوی طراحی که در سال ۱۹۳۷ توسط لاسلو موهولی-ناگی در شیکاگو تأسیس شد، در سال ۱۹۴۹ با مؤسسهٔ ایلینوی تک ادغام شد. این دانشگاه در سال ۱۹۴۰ از ادغام مؤسسه فناوری آرمر (۱۸۹۳) و مؤسسه لویس (۱۸۹۵) شکل گرفت. در سالهای پس از جنگ جهانی دوم، این دانشگاه یکی از بزرگترین دانشکده‌های مهندسی کشور را دارا بود.

## پیشینه معماری
این دانشگاه به‌ویژه در رشته معماری دارای شهرت بسیار بالایی در تاریخ است. لودویگ میس فن در روهه در این مؤسسه تدریس می‌کرد. او در واقع معمار پردیس کنونی این دانشگاه است که امروزه یکی از آثار ملی فرهنگی آمریکا است.

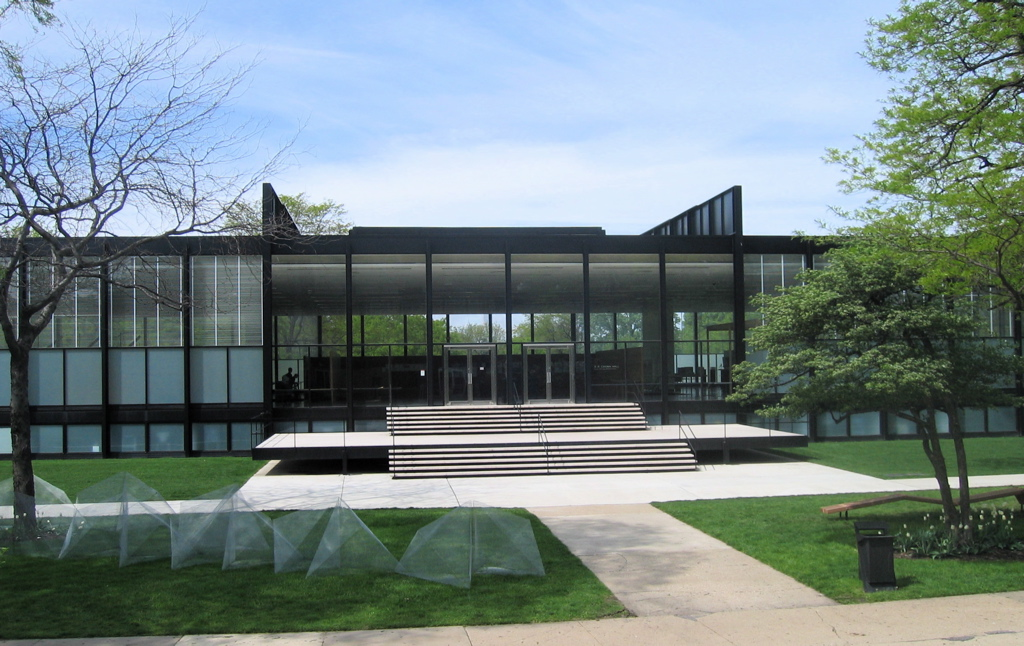
ساختمان کراون در مؤسسه فناوری ایلینوی. اثری از معمار شهیر مدرنیسم، لودویگ میس فن در روهه.

دیری نپایید که اسکیدمور، اوینگز و مریل پس از لودویگ میس فن در روهه عهده‌دار توسعه پردیس دانشگاه گردید. آثار رم کولهاس و هلموت یاهن نیز به ارزش هر چه بیشتر این مؤسسه از نظر معماری افزودند تا جایی که در ۱۹۷۶ توسط مؤسسه معماران آمریکا در زمره ۲۰۰ آثار برتر معماری آمریکا قید گردید.

## ایرانیان آی‌آی‌تی
محسن سازگارا، محمد شاهیده‌پور و منوچهر مزینی از جمله دانش آموختگان این دانشگاه هستند.

## افتخارات

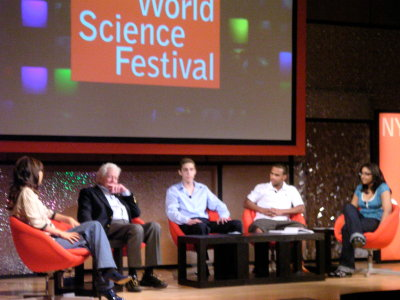
لیون لدرمن، استاد کنونی این دانشگاه است.

سه برنده جایزه نوبل با این دانشگاه عجین هستند:
- جک اشتینبرگر
- هربرت الکساندر سایمون
- لئون لدرمن